# 松永遥華
松永 遥華（まつなが はるか）は大阪府出身のタレント、女性モデル、元レースクイーンである。所属事務所はクレイズアソシエイション。愛称は「マツハル」。

## 来歴・人物
- デビューは2005年の大阪モーターショー[2]。展示会やイベントなどでのキャンペーンモデルや雑誌のモデルを中心に、テレビでも活動の場を広げている。SUPER GT2011年シーズンにおいて、参加レースが連続して雨天だったことから「雨宮美雨」（あまみやみう）というキャラクターが誕生した。「雨宮美雨」と「松永遥華」は同一人物。
- 趣味・特技：英会話、ドライブ
- 妹が1人いる[3]。
- 同じ事務所に所属する河原さゆり[4]と仲が良く、レースやイベントでも一緒になる程である。また、鵜飼りえ[5]や桜アンナ[6]とも仲良しである。

## 主な活動

### テレビ出演
- ビーバップ!ハイヒール（ABCテレビ）
- 青春ドラマスペシャル「僕と彼女の間の北緯38度線」（関西テレビ）
- がんばれ!ファイト倶楽部（KBS京都）
- 掛布の遊びたいし!（テレビ大阪）
- 走快車楽（テレビ大阪）

### レースクイーン
- ジャパン・ル・マン・シリーズ「TEAM KAWAMURA」（2006年）
- スーパー耐久　「ROCK STAR GAL」（2009年）[2]
- スーパー耐久　「牧口エンジニアリング」（2010年）
- SUPER GT　「NEW SENRI GAL（#360 RUNUP SPORTS）」（2011年）

### イベント
- 大阪モーターショー　「三菱」（2005年）[2]
- アメリカンカーフェスタ 「アティックオート」（2006年）
- 名古屋ドリームカーショー　「Veil Side」（2006年）
- 大阪オートメッセ　「データシステム」（2007年）
- 大阪オートメッセ　「グッドイヤー」（2010年）
- アメリカンカーフェスタ　「ニュー千里」（2010年）
- 東京オートサロン　「WALD」（2011年）
- 大阪オートメッセ「ニュー千里」（2011年）
- 大阪オートメッセ「ニュー千里」（2012年）
- 大阪オートメッセ「ニュー千里」（2013年）

### イメージガール
- DUCATI　「DUCATIイメージガール」（2010年、2011年）

### インターネット
- USTREAM　「うかんむり」「スイカチェリー7」